# Vinland Saga (manga)
Vinland Saga (ヴィンランド･サガ?, Vinrando Saga) è un manga scritto e disegnato da Makoto Yukimura, incentrato sulle vicende in Europa settentrionale dell'XI secolo, con particolare attenzione alle gesta dei vichinghi in quel periodo.
Dal suo debutto nel 2005, l'opera è stata pubblicata inizialmente con cadenza settimanale da Kōdansha sulla rivista Weekly Shōnen Magazine ma, poiché l'autore non riusciva a stare al passo col lavoro, è stata trasferita sulle pagine del magazine seinen Afternoon dove si è conclusa nel 2025. L'edizione italiana è curata da Star Comics, che ne ha iniziato la pubblicazione a partire dal 10 febbraio 2010.
Vinland Saga ha registrato un buon successo di critica e pubblico. Nel 2009 è stato insignito del gran premio del Japan Media Arts Festival, mentre nel 2012 è stato eletto miglior manga nella categoria generale al Premio Kōdansha per i manga.

## Trama
Nel 1002 d.C. in un piccolo villaggio dell'Islanda vive Thorfinn, un bambino di sei anni, con suo padre Thors, la madre Helga e la sorella Ylva, dilettandosi ad ascoltare storie sulla leggendaria terra di Vinland per bocca del commerciante e navigatore Leif Erikson. Il padre Thors è un ex mercenario dei vichinghi di Jomsborg che ha finto la sua morte per ritirarsi a condurre un'esistenza pacifica lontano dalla violenza. Ma quando il re Sweyn I di Danimarca richiama i suoi vassalli per invadere l'Inghilterra, anche Thors deve rispondere alla chiamata per proteggere il suo villaggio da possibili ripercussioni. Tuttavia il suo capo non ha dimenticato la sua diserzione e pianifica di ucciderlo assoldando il pirata Askeladd. Caduto nell'imboscata, Thors preferisce farsi uccidere pur di salvare il piccolo Thorfinn, che si era imbarcato di nascosto sulla sua nave. Giurando di vendicare personalmente il padre, Thorfinn segue la banda di Askeladd e, nei dieci anni successivi, combatte tra le sue file diventando un valido guerriero e accettando di compiere per l'uomo pericolose missioni pur di ottenere uno scontro leale da cui però esce sempre sconfitto.
Nel 1013 la truppa di Askeladd si unisce all'esercito di invasione dell'Inghilterra, dove protegge il principe Canuto dagli attacchi degli anglosassoni guidati da Thorkell l'Alto. Durante la campagna militare, il giovane principe matura da ragazzo timido e impacciato a figura autorevole, carismatica e machiavellica, e, influenzato dalle violenze a cui ha assistito e dalla sua morale cristiana, decide di prendere il potere con la forza per creare un'utopia in Terra. Ottenuto il supporto sia di Askeladd che di Thorkell, Canuto pianifica di assassinare il padre, evento che si verifica poco dopo a York per mano di Askeladd, il quale si sacrifica per permettere al principe di realizzare il suo sogno. Sconvolto dall'uccisione di Askeladd per mano di qualcun altro, Thorfinn si avventa su Canuto, ma è fermato e reso schiavo come punizione. Egli finisce per essere acquistato insieme all'inglese Einar dal ricco possidente terriero danese Ketil e messo a lavorare nella sua fattoria nello Jutland, con la prospettiva di poter riacquistare la libertà se lavorerà abbastanza da riscattarsi. Alla fattoria, grazie a Einar, Thorfinn scopre le fatiche ma anche le gioie e le soddisfazioni del lavoro manuale e sperimenta per la prima volta la gentilezza e l'affetto. Egli si ripromette quindi di iniziare una nuova vita, lasciandosi alle spalle gli anni da guerriero per un'esistenza priva di violenza. Canuto intanto continua la campagna in Inghilterra e, con la morte dei legittimi regnanti dell'isola, viene eletto re d'Inghilterra, e qualche anno dopo, alla morte del fratello, sovrano di Danimarca.
Mentre le storie di Canuto e di Thorfinn continuano a intrecciarsi, il giovane giunge alla conclusione che per espiare i propri peccati debba fondare una colonia a Vinland e creare così un'oasi di pace lontano dalla schiavitù e dalle guerre che affliggono il mondo vichingo.

## Personaggi
Thorfinn (トルフィン?, Torufin)
Doppiato da: Shizuka Ishigami (da bambino), Yūto Uemura (da ragazzo, ed. giapponese);  Lorenzo D'Agata (stagione 1), Andrea Oldani (stagione 2; ed. italiana).
È un ragazzo di bassa statura e dai capelli biondi, di origine islandese. Thorfinn vive pacificamente con la sua famiglia in un piccolo villaggio nel sud dell'isola quando un giorno suo padre Thors, che ammira tantissimo, è costretto a partire per la nuova guerra che si sta preparando contro l'Inghilterra. Nonostante il volere contrario di Thors, decide di seguirlo imbarcandosi di nascosto. Durante il viaggio però Thors muore ucciso da un pirata, Askeladd, e il ragazzo disperato decide di vendicarsi. Thorfinn è un personaggio dalle molte sfaccettature, obbligato a crescere molto in fretta per potersi immergere in un mondo fatto di violenza e crudeltà: di carattere testardo ma buono e gentile fin da piccolo, crescendo si fa divorare dal risentimento e dall'odio, diventando duro, poco socievole e particolarmente aggressivo, facile alla rabbia, non volendosi concentrare su nient'altro che non sia la sua vendetta. Alla morte di Askeladd non ottenuta per mano sua, Thorfinn si ritrova come svuotato e al comportamento impetuoso sostituisce un atteggiamento atono e di vuota cortesia, mostrandosi passivo a tutto ciò che gli accade intorno, portando a termine i lavori che il suo padrone Ketil gli ordina di compiere nella sua fattoria. Thorfinn è estremamente agile e abile nell'uso dei pugnali, e con una buona capacità di analisi ottenuta nelle decine di duelli fatti con Askeladd, che gli ha sempre rimproverato di farsi prendere troppo facilmente dall'ira. Possiede due cicatrici molto appariscenti: una sulla spalla destra, che cala sul torace, e l'altra sull'orecchio sinistro; è privo infatti dell'elice sinistra, troncata da un colpo di spada. È liberamente ispirato al leggendario esploratore islandese, tra i protagonisti della saga nordica Grœnlendinga saga, Þorfinnr Karlsefni, che si diresse verso le terre del Vinland in un tentativo di colonizzarle.
Askeladd (アシェラッド?, Asheraddo)
Doppiato da: Naoya Uchida, Maki Kawase (da ragazzo), Chiaki Kobayashi (da bambino) (ed. giapponese); Sandro Acerbo (stagione 1), Davide Quartini (stagione 2) (ed. italiana).
È un pirata vichingo, tra i quaranta e i cinquant'anni, caratterizzato da una ispida barbetta e da uno sguardo furbo. Dotato di grandi abilità guerriere, è un capo nato e grande stratega, facendo dell'intelligenza e dei propri piani machiavellici, la sua più importante arma, anche se dispone di una forza muscolare tale da riuscire, se provocato, a tagliare in un due con la spada addirittura un uomo con protezioni da battaglia. Askeladd è l'artefice della morte di Thors e oggetto della vendetta di Thorfinn, che non si fa scrupoli a circuire e a sfruttare le sue abilità per delle missioni pericolose, in cambio della promessa di un leale duello. Il pirata si schiererà dalla parte di Canuto nella guerra in Inghilterra, e per salvare lui e il Galles, sua patria natia, assassinerà il re di Danimarca Sweyn I Barbaforcuta, facendosi poi uccidere dal principe stesso per farlo sembrare un eroe agli occhi dei nobili danesi. Askeladd è per metà di origine gallese, infatti sua madre era una nobildonna resa schiava dal padre di lui, Olaf. Il suo nome in realtà è un soprannome che significa "coperto dalla cenere", a causa del suo ruolo presso la fucina dove lavorava: il suo vero nome è Lucius Artorius Castus, ed è il discendente diretto di quell'Artorius che nel V secolo guidò i celto-romani prima dell'arrivo dei Sassoni; questi ultimi, insieme agli Angli, sono molto odiati da Askeladd per quello che in passato hanno fatto al suo popolo ma mai quanto i Danesi che privarono sua madre della libertà, della salute mentale e della vita. Askeladd dopo averne conquistato la fiducia, uccise suo padre nel suo letto con la spada di uno dei suoi fratellastri e portando così a termine la sua vendetta.
Thorkell (トルケル?, Torukeru)
Doppiato da: Akio Ōtsuka (ed. giapponese); Riccardo Rossi (stagione 1), Fabrizio Odetto (stagione 2; ed. italiana).
È un guerriero dall'enorme stazza e forza fisica, e il fratello minore del signore dei Jomsvikingar Sigvaldi. Thorkell è forse il più potente dei guerrieri in circolazione nei mari del Nord, tanto da essere temuto e rispettato da tutti i pirati vichinghi e dall'esercito d'invasione danese, nonostante in quell'occasione faccia parte dello schieramento avversario. Il gigante danese ha più di cinquant'anni di battaglie e incursioni sulle spalle e ormai cerca una cosa sola oltre ad un continuo accrescere della gloria in battaglia, ovvero un'onorevole morte sul campo: ciò gli permetterà di accedere al Valhalla dove risiedono gli spiriti dei guerrieri sconfitti. Dall'animo semplice e spontaneo, Thorkell non si fa frenare dai conformismi della società dicendo sempre ciò che pensa e puntando sempre e in ogni caso al divertimento personale, sia che sia una battaglia o un banchetto. In passato soltanto Thors, il padre di Thorfinn, era riuscito a sconfiggerlo; Thorkell è inoltre il prozio di Thorfinn dato che Helga, la madre del ragazzo, è sua nipote. Anche un possente guerriero come lui però ha un punto debole, ovvero la mandibola, punto nel quale è estremamente sensibile; ciò ha permesso a Thorfinn di sconfiggerlo dopo un duello impari, cavandogli l'occhio sinistro. È ispirato alla figura storica di Thorkell l'Alto.
Thors (トールズ?, Tōruzu)
Doppiato da: Kenichiro Matsuda (ed. giapponese); Massimo De Ambrosis (stagione 1), Marco Balzarotti (stagione 2) (ed. italiana).
È un guerriero di origine norrena, padre di Thorfinn e Ylva e sposo di Helga, figlia di Sigvaldi signore della guerra di Jomsborg. Ritiratosi dal campo di battaglia, sul quale era conosciuto come "il Troll", vive una vita tranquilla in Islanda con la sua famiglia, finché i suoi vecchi compagni non lo ritrovano e pretendano che ritorni a combattere. Thors era infatti uno dei quattro generali di Sigvaldi e l'unico ad essere stato in grado di sconfiggere Thorkell l'Alto in duello. Dopo una cruenta battaglia Thors ha come un'illuminazione che lo porta ad abbandonare tutto, rivelando ad uno stupito Thorkell, che gli ha domandato se lo faccia perché rimasto spaventato dalla morte, che lo ha fatto perché ha finalmente capito cosa sia il vero guerriero. Persona dotata comunque di buon cuore e dalla mentalità ermetica ai più, Thors muore in agguato tesogli da Askeladd sotto ordine di Floki. In passato era un guerriero incredibile, tale da sconfiggere a mani nude metà della ciurma di Askeladd e mettere al tappeto lo stesso Bjorn: secondo lui il vero guerriero non ha bisogno della spada per combattere le sue battaglie.
Leif Erikson (レイフ・エリクソン?, Reifu Erikuson)
Doppiato da: Yōji Ueda (ed. giapponese); Stefano Thermes (stagione 1), Marco Balzarotti (stagione 2, ep. 1), Pietro Ubaldi (stagione 2; ed. italiana).
È un navigatore ed esploratore, scopritore del nuovo mondo chiamato da lui Vinland, è un vecchio amico della famiglia di Thorfinn, e gode di una fama altalenante nel villaggio, a causa della sua natura di viaggiatore, votato al commercio piuttosto che alla guerra. Conosciuto come "il Fortunato" dagli altri vichinghi, Leif è stato colui che accompagnò Thors nel suo ultimo viaggio e che ne riporterà il cadavere ai Jomsvikingar. Di religione cristiana, Leif passerà i dieci anni seguenti la morte di Thors alla ricerca di Thorfinn, scomparso dopo l'accaduto, pensando che fosse stato venduto come schiavo, ritrovandolo poi per puro caso nella cittadina di York, e che smarrirà nuovamente a causa del regicidio di Askeladd. Col passare degli anni Leif ha perso buona parte dei capelli, mantenendo sempre però ben folti i suoi baffi, mostrando un'aria più malinconica e sconsolata, rispetto alla sua tipica allegria degli anni dell'infanzia di Thorfinn. È ispirato alla figura storica di Leif Erikson.
Sweyn di Danimarca (スヴェン?, Suven)
Doppiato da: Takayuki Sugō (ed. giapponese); Francesco Rizzi (ed. italiana).
Calcolatore e manipolatore, è il re di Danimarca e padre di Canuto, che dopo il massacro del giorno di san Brizio, organizza la massiccia invasione dell'Inghilterra per sottometterla alla sua podestà. Durante la campagna appare come un uomo anziano, leggermente imbolsito, privato di un reale vigore e spinto da una bramosia di potere, che dice gli derivi dalla maledizione della corona stessa. Infatti si dimostra particolarmente machiavellico e pronto a respingere in tutti i modi i tentativi di congiura di Canuto e Askeladd, pronto a coinvolgere anche estranei alla lotta, come i gallesi. L'atteggiamento crudele del re, come il voler eliminare il suo stesso figlio per favorire l'altro, non sembra una degenerazione dovuta all'età ma una sua componente radicata del suo carattere, come si scopre dalla sua ostilità verso Canuto nella sua infanzia, oppure dalla lotta contro il suo padre, che scacciò e uccise. Sweyn viene ucciso da Askeladd dopo una mossa troppo avventata durante il banchetto di festeggiamento a York. È ispirato alla figura storica di Sweyn I di Danimarca.
Canuto (クヌート?, Kunūto)
Doppiato da: Kenshō Ono, Aya Endō (da bambino) (ed. giapponese); Manuel Meli (stagione 1), Renato Novara (stagione 2), Pietro Novara (da bambino) (ed. italiana).
È il secondogenito di Sweyn e principe di Danimarca. Incontra Thorfinn durante la guerra anglo-danese, e dal quale viene tratto in salvo insieme a Ragnar e padre Willbald dopo che questi vennero catturati da Thorkell dopo il fallito assedio di Londra. Devoto cristiano e dal carattere pacato e insicuro, tanto da non riuscire a parlare di fronte ad una platea troppo vasta o distante; questo unito al suo aspetto femmineo, dovuto anche alla giovane età, non gli permette di ottenere un grande credito da parte delle truppe che lo seguono nel suo viaggio verso Gainsborough. Questo atteggiamento sembra motivato dall'istinto di preservazione che il principe ha dovuto sviluppare per sopravvivere al clima corrotto e cospiratore che esiste alla corte di Danimarca. Dopo la morte di Ragnar e la rivelazione ottenuta da un discorso tenuto con padre Willbald, il carattere di Canuto cambia visivamente, ponendosi l'obiettivo di diventare re e formare un regno utopico in cui nessuno soffra e possa vivere una vita felice, un nuovo paradiso terrestre, arrivando ad assumere un atteggiamento tracotante, spavaldo e incurante del male che potrebbe nascere dalle proprie azioni, pensando ad esse sempre come mali minori rispetto a quello che gli altri uomini potenti danesi e sassoni potrebbero fare al posto suo. È ispirato alla figura storica di Canuto il Grande.
Einar (エイナル?, Einaru)
Doppiato da: Shunsuke Takeuchi (ed. giapponese); Alessandro Zurla (ed. italiana).
È un giovane contadino sassone, comprato come schiavo da Ketil, dopo essersi rassegnato all'idea che non sarebbe riuscito a fuggire da coloro che lo avevano catturato. Nel suo villaggio natio tutti erano di origini norrene, ma vivendo sotto l'autorità sassone, entrambe le lingue erano conosciute e parlate, cosicché Einar si sa esprimere bene in entrambe, tanto non mostrare alcun problema di accento. Di carattere è molto emotivo e pieno di energie, tanto che non poche volte si fa prendere dalla rabbia, soprattutto verso coloro che si atteggiano a suoi superiori nonostante non lo siano come nel caso degli uomini liberi che coltivano come affittuari le terre di Ketil. Ha una grande bontà d'animo, risoluto nelle sue decisioni e non è molto capace di mascherare le proprie emozioni, come quando Arneis gli dice che ha un bel viso. È il perfetto controaltare di Thorfinn che invece, dopo la morte di Askeladd, è estremamente apatico e privo di emozioni pure. I due legheranno molto, tanto da diventare grandi amici.
Ketil (ケティル?, Ketiru)
Doppiato da: Hideaki Tezuka (ed. giapponese); Alessandro D'Errico (ed. italiana).
È un ricco proprietario terriero danese che vive nella parte meridionale della penisola dello Jutland. È molto facoltoso e ambizioso tanto da voler estendere le proprie terre coltivate anche in nuove aree, arrivando anche ad affidarle a degli schiavi come Thofinn ed Einar. Nonostante tutto Ketil è un uomo gentile e modesto, che partecipa egli stesso al lavoro nei campi in occasione della mietitura, tanto che in più di un'occasione viene definito un buon padrone. Ha due figli, il più giovane Orman, uno scavezzacollo, borioso e immaturo, e il più anziano Thorgil, un soldato dell'armata reale danese. Ketil ha una fama presso l'esercito danese che lo ha soprannominato "Pugno di ferro" per la sua forza, ma in realtà sono solo voci: lui non ama la violenza e anzi la rifugge, tanto da temere i suoi stessi famigliari, riuscendo ad aprirsi veramente solo con Arneis, diventata la sua amante.

## Produzione
Abili navigatori, i vichinghi hanno colonizzato gran parte dell'Europa, costruito villaggi, allevato bestiame... ed erano anche dei gran bevitori di birra! Non diversamente dagli altri popoli, cercavano di trascorrere la loro esistenza in pace e serenità, ridendo, piangendo e amando.
Ma i vichinghi erano, soprattutto, noti e temuti come pirati! Molti sono gli aspetti che caratterizzavano la vita di questo popolo, e cercherò di fare del mio meglio per riuscire a mostrarveli.»
(Yukimura Makoto)

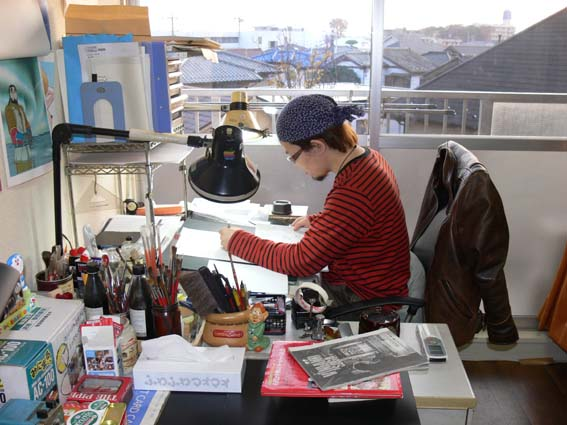
L'autore Makoto Yukimura al lavoro su Vinland Saga

Al termine della sua serie precedente, Planetes, Makoto Yukimura desiderava esplorare il tema della "negazione della violenza", e per farlo aveva bisogno di un'ambientazione in cui la violenza era all'ordine del giorno. Invece che ripiegare sul familiare ma inflazionato medioevo giapponese, l'autore optò per qualcosa di originale, e, appreso che i vichinghi furono i primi europei a mettere piede in America, si orientò verso questo popolo. Yukimura passò quindi un anno a documentarsi sul periodo storico e sulle abitudini dei vichinghi, reperendo il poco materiale a disposizione tradotto in giapponese, studiando reperti archeologici e recandosi personalmente in Francia, Gran Bretagna, Norvegia, Danimarca e Islanda nel 2003. Egli cercò inoltre ispirazione in altre opere di ambientazione vichinga, e constatò che l'unica serie giapponese in tal senso era Vicky il vichingo. Nonostante il prodotto finale di Yukimura abbia un'impronta marcatamente più realista, egli fu inconsciamente influenzato dal rapporto padre-figlio presente nel cartone, rendendo centrale nella sua storia il legame tra figli e genitori, come ad esempio nel caso di Thorfinn e Thors. Un'altra opera che lo influenzò fu Ken il guerriero, da cui prese l'idea di un protagonista che è costretto dall'ambiente in cui vive e per proteggere le persone che ama a ricorrere alla violenza, ma che la rigetterebbe in situazioni normali.
Il tema centrale dell'opera è l'antitesi tra "il codice di condotta guerriero medievale e una nuova moralità basata sulla pace e l'uguaglianza", mostrato attraverso gli occhi di un eroe che, rifiutando la violenza, si districa in un mondo brutale e feroce. Yukimura voleva mostrare infatti la crescita spirituale del protagonista Thorfinn, da un giovane carico di rancore, socialmente imbranato e irascibile, a un adulto guidato da valori. Perciò la violenta società vichinga e i guerrieri non sono mai glorificati nell'opera, ma fanno da contraltare ai veri eroi, rappresentati dalle vittime innocenti e dal concetto di "vero guerriero".
Pur delineando l'opera come un manga storico, Yukimura si prese numerose libertà artistiche nella trattazione del quadro storico di riferimento. Mentre infatti alcune date, soprattutto le tappe dell'invasione dell'Inghilterra sono rispettate, in altri contesti sono introdotte numerose inesattezze. Laddove inoltre alcuni personaggi, come Thorfinn, Leif Erikson, Thorkell e Canuto sono realmente esistiti, altri, come Askeladd sono di pura fantasia. Anche le figure storiche, tuttavia, differiscono e agiscono diversamente dalla loro controparte reale: Thorfinn infatti dovrebbe avere all'incirca trent'anni in più e il suo tentativo di colonizzazione di Vinland sarebbe dovuto avvenire attorno all'anno 1000, vent'anni prima degli eventi trattati nel manga e con un Leif più giovane. Lo stesso Canuto nel manga, per far sì che la sua utopia si concretizzi, fa largo uso di congiure e assassinii, contro suo padre Sweyn, re Ethelred, Edmondo e infine contro il suo stesso fratello Harald; come traccia storica si sa che a volte Canuto usò mezzi simili contro traditori, ma non in modo così frequente ed efferato.
Yukimura è aiutato nella realizzazione del manga da due assistenti, i quali si occupano soprattutto di realizzare i fondali, mentre lui si concentra principalmente sui personaggi. L'autore è conosciuto per essere piuttosto lento nel suo lavoro, impiegando in media 7-8 ore per tavola; egli non riusciva pertanto a mantenere i ritmi necessari di 80 tavole al mese per una serializzazione settimanale, e, in accordo con il suo editore, decise dopo la pubblicazione dei primi due volumi di ridurre la periodicità dell'opera a mensile. Con il cambio di rivista da Weekly Shōnen Magazine a Afternoon, mutò anche il pubblico di riferimento, ora rappresentato da giovani adulti, e Yukimura poté così inserire immagini più crude e rendere il tratto meno caricaturale. Ciononostante nel manga sono presenti di tanto in tanto dei siparietti comici con personaggi deformati per allentare la tensione e distendere i lettori. Alla domanda quanto durerà l'opera, Yukimura nel 2010 ha risposto di prevedere la sua conclusione entro 25 o 30 tomi.

## Media

### Manga
Vinland Saga debuttò nel 2005 sulle pagine della rivista settimanale Weekly Shōnen Magazine di Kōdansha. Poiché però Yukimura non riusciva a stare al passo col lavoro, la serializzazione venne trasferita sul mensile Afternoon. La serie è terminata dopo 20 anni di pubblicazione il 25 luglio 2025. I capitoli del manga sono inoltre raccolti in volumi tankōbon, con il primo pubblicato il 15 luglio 2005. Dopo il cambio di rivista, i primi due albi sono stati ripubblicati sotto l'etichetta Afternoon rispettivamente il 23 agosto e il 22 settembre 2006. Le nuove versioni presentano nuove copertine, nuovi commenti dell'autore e sono privi di furigana. L'edizione italiana è curata da Star Comics, che ne ha iniziato la pubblicazione a partire dal 10 febbraio 2010. La traduzione dei testi è curata da Edoardo Serino, con l'adattamento di Baldassarre Minopoli e il lettering realizzato da Christian Biscaro.

### Anime

Logo della serie

Un adattamento televisivo anime di Vinland Saga è stato annunciato il 19 marzo 2018. La prima stagione di 24 episodi, prodotta da Wit Studio, è stata trasmessa in televisione in Giappone e in streaming mondiale su Prime Video dal 7 luglio al 29 dicembre 2019. La prima coppia di sigle è composta da MUKANJYO dei Survive Said The Prophet (apertura) e Torches di Aimer (chiusura). La seconda coppia invece presenta i brani Dark Crow dei Man with a Mission (apertura) e Drown di milet (chiusura).
Una seconda stagione è stata annunciata il 7 luglio 2021. Shūhei Yabuta è tornato nel ruolo di regista mentre Takahiko Abiru come character designer. La seconda stagione, prodotta da MAPPA e composta da 24 episodi, è stata trasmessa dal 9 gennaio al 19 giugno 2023 su Tokyo MX, BS11, GBS e AT-X. I diritti di distribuzione internazionale al di fuori dell'Asia sono stati acquistati da Netflix e Crunchyroll che l'hanno pubblicata in versione sottotitolata. La sigla d'apertura è River di Anonymouz mentre quella di chiusura è Without Love di LMYK.
In Italia, la prima stagione dell'anime è stata distribuita in versione sottotitolata su Prime Video nel 2019. Il doppiaggio italiano invece è stato reso disponibile su Netflix l'8 luglio 2022. La seconda stagione invece viene distribuita in versione sottotitolata su Crunchyroll e Netflix. Il doppiaggio italiano è stato pubblicato su Crunchyroll dal 30 gennaio al 10 luglio 2023. Il doppiaggio italiano della prima stagione è stato curato da CDC Sefit Group di Roma sotto la direzione di Rossella Acerbo. L'adattamento dei dialoghi dell'edizione italiana è stato effettuato da Giulia Marcucci, Ludovica Doni e Natale Pannofino. Il doppiaggio della seconda stagione invece è stato curato da Molok Studios di Milano sotto la direzione di Giulia Franzoso.

#### Prima stagione
| Nº | Titolo italiano Giapponese 「Kanji」 - Rōmaji                            | In onda           | In onda       |
| Nº | Titolo italiano Giapponese 「Kanji」 - Rōmaji                            | Giapponese        | Italiano      |
| 1  | Ovunque che non sia qui 「ここではないどこか」 - Koko dewanai dokoka     | 7 luglio 2019     | 8 luglio 2022 |
| 2  | Spada 「剣」 - Ken                                                       | 7 luglio 2019     | 8 luglio 2022 |
| 3  | Troll 「戦鬼」 - Tororu                                                  | 7 luglio 2019     | 8 luglio 2022 |
| 4  | Un vero guerriero 「本当の戦士」 - Hontō no senshi                       | 28 luglio 2019    | 8 luglio 2022 |
| 5  | Il figlio del troll 「戦鬼の子」 - Tororu no ko                          | 4 agosto 2019     | 8 luglio 2022 |
| 6  | L'inizio del viaggio 「旅の始まり」 - Tabi no hajimari                   | 11 agosto 2019    | 8 luglio 2022 |
| 7  | Normanni 「北人」 - Norumanni                                            | 18 agosto 2019    | 8 luglio 2022 |
| 8  | Oltre la fine del mare 「海の果ての果て」 - Umi no hate no hate          | 25 agosto 2019    | 8 luglio 2022 |
| 9  | La battaglia del London Bridge 「ロンドン橋の死闘」 - Rondonkyō no shitō | 1º settembre 2019 | 8 luglio 2022 |
| 10 | Ragnarok 「ラグナロク」 - Ragunaroku                                     | 15 settembre 2019 | 8 luglio 2022 |
| 11 | Una scommessa 「賭け」 - Kake                                            | 22 settembre 2019 | 8 luglio 2022 |
| 12 | Il paese sulla riva opposta 「対岸の国」 - Taigan no kuni                | 29 settembre 2019 | 8 luglio 2022 |
| 13 | Figlio di un eroe 「英雄の子」 - Eiyū no ko                              | 6 ottobre 2019    | 8 luglio 2022 |
| 14 | La luce dell'alba 「暁光」 - Gyōkō                                       | 13 ottobre 2019   | 8 luglio 2022 |
| 15 | Dopo Yule 「冬至祭のあと」 - Yūru no ato                                 | 20 ottobre 2019   | 8 luglio 2022 |
| 16 | Storia di bestie 「ケダモノの歴史」 - Kedamono no rekishi                | 27 ottobre 2019   | 8 luglio 2022 |
| 17 | Servo 「仕えし者」 - Tsukaeshi mono                                      | 3 novembre 2019   | 8 luglio 2022 |
| 18 | Fuori dalla culla 「ゆりかごの外」 - Yuri kago no soto                   | 17 novembre 2019  | 8 luglio 2022 |
| 19 | Un fronte unito 「共闘」 - Kyōtō                                         | 24 novembre 2019  | 8 luglio 2022 |
| 20 | Corona 「王冠」 - Ōkan                                                   | 1º dicembre 2019  | 8 luglio 2022 |
| 21 | Riunione 「再会」 - Saikai                                               | 8 dicembre 2019   | 8 luglio 2022 |
| 22 | Lupo solitario 「孤狼」 - Korō                                           | 15 dicembre 2019  | 8 luglio 2022 |
| 23 | Errore di calcolo 「誤算」 - Gosan                                       | 22 dicembre 2019  | 8 luglio 2022 |
| 24 | Fine del prologo 「ＥＮＤ ＯＦ ＴＨＥ ＰＲＯＬＯＧＵＥ」                 | 29 dicembre 2019  | 8 luglio 2022 |

#### Seconda stagione
| Nº | Titolo italiano Giapponese 「Kanji」 - Rōmaji                                       | In onda          | In onda          |
| Nº | Titolo italiano Giapponese 「Kanji」 - Rōmaji                                       | Giapponese       | Italiano         |
| 25 | Schiavo 「奴隷」 - Dorei                                                            | 9 gennaio 2023   | 30 gennaio 2023  |
| 26 | La fattoria di Ketil 「ケティルの農場」 - Ketiru no nōjō                            | 16 gennaio 2023  | 6 febbraio 2023  |
| 27 | Serpe 「蛇」 - Hebi                                                                 | 23 gennaio 2023  | 15 febbraio 2023 |
| 28 | Risveglio 「目覚め」 - Mezame                                                       | 30 gennaio 2023  | 20 febbraio 2023 |
| 29 | Strada di sangue 「血の道」 - Chinomichi                                            | 6 febbraio 2023  | 27 febbraio 2023 |
| 30 | Abbiamo bisogno di un cavallo 「馬が欲しい」 - Uma ga hoshī                         | 13 febbraio 2023 | 6 marzo 2023     |
| 31 | Ketil pugno di ferro 「鉄拳ケティル」 - Tekken Ketiru                               | 20 febbraio 2023 | 20 marzo 2023    |
| 32 | Un uomo vuoto 「カラッポな男」 - Karappo na otoko                                   | 27 febbraio 2023 | 20 marzo 2023    |
| 33 | Promessa 「誓い」 - Chikai                                                          | 6 marzo 2023     | 27 marzo 2023    |
| 34 | La testa maledetta 「呪いの首」 - Noroi no kubi                                     | 13 marzo 2023    | 3 aprile 2023    |
| 35 | Il Re e la spada 「王と剣」 - Ō to ken                                              | 20 marzo 2023    | 10 aprile 2023   |
| 36 | Per l'amore perduto 「失われた愛のために」 - Ushinawareta ai no tame ni             | 27 marzo 2023    | 17 aprile 2023   |
| 37 | Nubi oscure 「暗雲」 - An'un                                                        | 3 aprile 2023    | 24 aprile 2023   |
| 38 | Libertà 「自由」 - Jiyū                                                             | 10 aprile 2023   | 1º maggio 2023   |
| 39 | Tempesta 「嵐」 - Arashi                                                            | 17 aprile 2023   | 8 maggio 2023    |
| 40 | Grande causa 「大義」 - Taigi                                                       | 24 aprile 2023   | 15 maggio 2023   |
| 41 | Strada verso casa 「家路」 - Ieji                                                   | 1º maggio 2023   | 22 maggio 2023   |
| 42 | Il primo metodo 「最初の手段」 - Saisho no shudan                                   | 8 maggio 2023    | 29 maggio 2023   |
| 43 | La battaglia alla fattoria di Ketil 「ケティル農場の戦い」 - Ketiru nōjō no tatakai | 15 maggio 2023   | 5 giugno 2023    |
| 44 | Dolore 「痛み」 - Itami                                                             | 22 maggio 2023   | 12 giugno 2023   |
| 45 | Coraggio 「勇気」 - Yūki                                                            | 29 maggio 2023   | 19 giugno 2023   |
| 46 | Il Re ribelle 「叛逆の帝王」 - Hangyaku no teiō                                     | 5 giugno 2023    | 26 giugno 2023   |
| 47 | Due strade 「ふたつの道」 - Futatsu no michi                                        | 12 giugno 2023   | 3 luglio 2023    |
| 48 | Casa 「故郷」 - Kokyō                                                               | 19 giugno 2023   | 10 luglio 2023   |

### Spin-off
Il personaggio di Ylva, la sorella di Thorfinn, piacque tanto al mangaka e amico di Yukimura Hideo Nishimoto, che decise di trarne un manga spin-off intitolato Ganso Ylva-chan (元祖ユルヴァちゃん?, Ganso Yuruva-chan); di carattere comico e satirico, esso racconta le avventure di Ylva in Islanda durante gli anni in cui Thorfinn è assente. L'opera è stata serializzata sulla rivista Afternoon di Kōdansha dal 25 aprile 2007 al 25 settembre 2010 e in seguito raccolta in tre volumi tankōbon.
| Nº | Data di prima pubblicazione | Data di prima pubblicazione | Data di prima pubblicazione |
| Nº | Giapponese                  | Giapponese                  |                             |
| -- | --------------------------- | --------------------------- | --------------------------- |
| 1  | 23 giugno 2008              | ISBN 978-4-06-314511-3      |                             |
| 2  | 23 settembre 2009           | ISBN 978-4-06-314585-4      |                             |
| 3  | 22 dicembre 2010            | ISBN 978-4-06-310726-5      |                             |

## Accoglienza
Vinland Saga ha registrato un buon successo di pubblico e critica. Esso figura nella top 10 dei manga più apprezzati dai lettori sul sito Anime News Network.
L'opera è stata descritta come un dramma storico, un romanzo di formazione e un manga epico. La critica ha definito la storia "complessa", "avventurosa e frenetica", e ha apprezzato l'abilità di Yukimura di accostare alle violente scene di battaglia anche dei momenti più lenti di riflessione, che non risultano però mai noiosi. La cura nel tratteggio dei sentimenti e delle convinzioni dei diversi personaggi, così come la trattazione di temi come l'amore e il valore della vita, sono infatti ritenuti i punti forti del manga. Per l'attenta ricostruzione religiosa e per l'esaltazione della carità e della non-violenza in esso contenuto, Shaenon K. Garrity di Anime News Network l'ha definito un "fumetto cristiano" con un approccio buddhista, mentre per la sua ambientazione l'ha accostato al manga Berserk di Kentarō Miura.
La veste grafica è stata generalmente apprezzata, in particolar modo le illustrazioni elaborate, la disposizione dei pannelli nelle sequenze di azione, e le scene di battaglia. Riccardo Lucchesi di C4 Comic ha descritto invece il segno come "gradevole, seppur di non primissima caratura, specialmente per quello che riguarda le anatomie dei volti, vagamente caricaturali e non sempre adatti al contesto". Anche la ricostruzione storica ha un sapore autentico e credibile, mostrando con grande cura e dettaglio le tradizioni, le abitazioni, e i vestiti della cultura vichinga, e fornendo utili approfondimenti senza risultare troppo didascalica. Una critica è stata invece mossa allo scarso ruolo riservato ai personaggi femminili, che andrebbe a cozzare con quanto emerso dagli scavi archeologici di guerriere tra i vichinghi.

### Riconoscimenti
Vinland Saga è stato insignito nel 2009 del gran premio nella categoria manga al 13º Japan Media Arts Festival. Alla 36ª edizione del Premio Kōdansha per i manga, nel 2012, l'opera è risultata vincitrice come miglior manga nella categoria generale.